# Towarzystwo Przyjaciół Ukraińskiej Nauki, Literatury i Sztuki

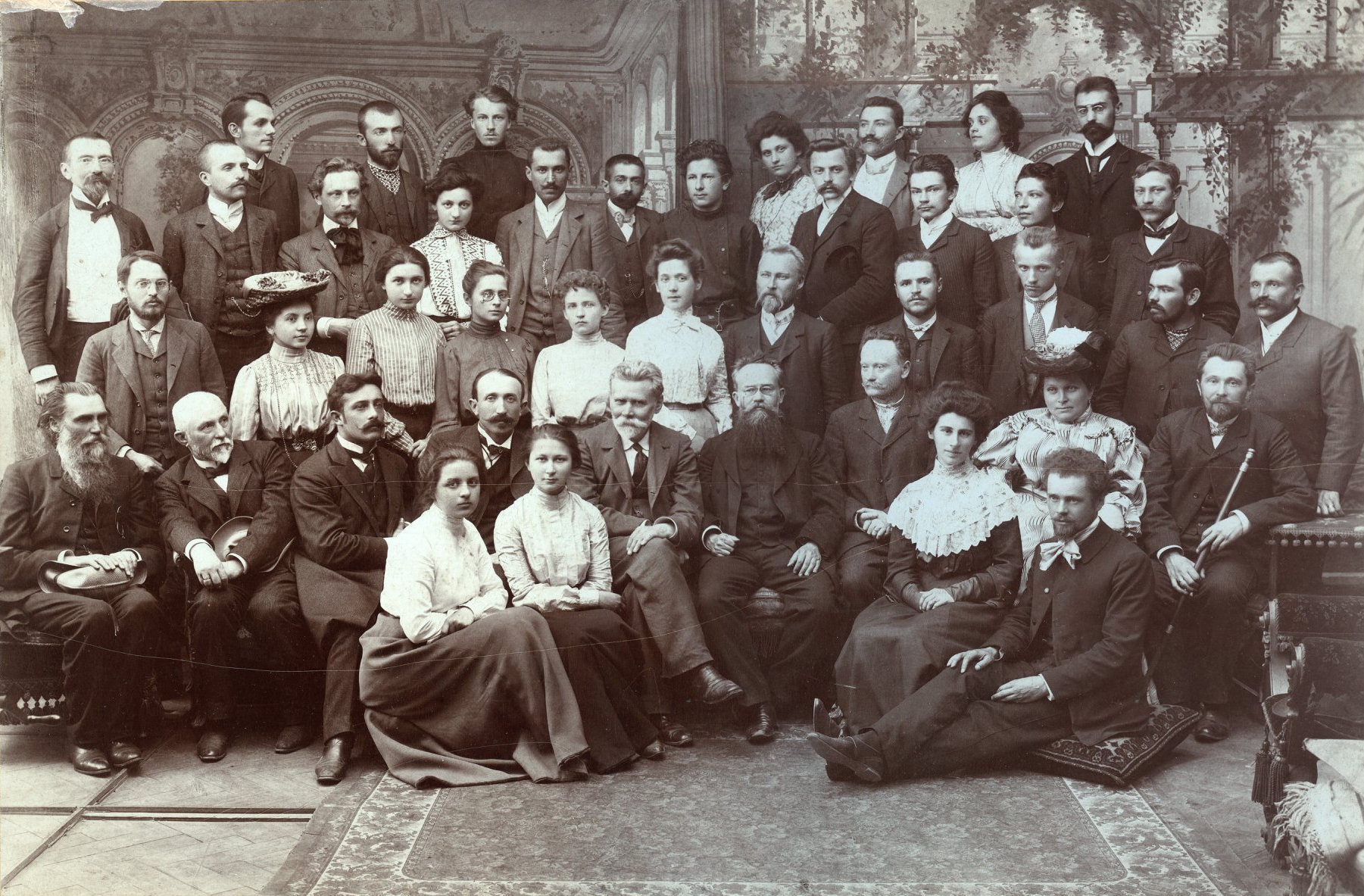
Mychajło Hruszewski wśród nauczycieli i studentów ukraińskich kursów naukowych we Lwowie. 5 lipca 1904

Towarzystwo Przyjaciół Ukraińskiej Nauki, Literatury i Sztuki – ukraińska organizacja społeczno-kulturalna, zajmująca się promocją kultury ukraińskiej i jej twórców.
Została utworzona we Lwowie w 1904 z inicjatywy Mychajła Hruszewskiego i Iwana Trusza. Towarzystwo grupowało ukraińskich naukowców, dziennikarzy i twórców z terenu całej Ukrainy. W 1905 Towarzystwo zorganizowało Wszechukraińską Wystawę Sztuki i Przemysłu we Lwowie, nakładem Towarzystwa wydano również kilka książek.
Przewodniczącym Towarzystwa był Mychajło Hruszewskyj, a sekretarzami Iwan Trusz i Mychajło Moczulśkyj.
Towarzystwo zakończyło działalność wraz z wybuchem I wojny światowej.